# 白井久井
白井 久井（しらい ひさい、嘉永2年7月8日（1849年8月25日） - 大正元年（1912年）9月10日）は、婦人運動家、庄内婦人会会長。出羽国庄内（現在の山形県鶴岡市）出身。

## 人物・来歴
庄内藩家老の酒井了明の娘として生れる。兄に酒井了恒、酒井調良。弟に黒崎研堂。
1870年、夫の白井重垂が死去。朝暘学校裁縫教師となり、1888年に庄内婦人会を設立。代表幹事に就いた。
1897年、鶴岡高等女学校（現：山形県立鶴岡北高等学校）の開校にあたって教員として迎えられる。
1902年、庄内婦人会会長に就任。1906年5月には布施豊世（加藤精三の叔母）の提唱で、庄内婦人会立鶴岡幼稚園を設立した。同園は、1910年に鶴岡の豪商・風間氏からの援助によって、私立荘内婦人会幼稚園（現：鶴岡幼稚園）となる。
1912年9月10日、死去。享年63。鶴岡の総穏寺に埋葬される。